# 恩斯特·烏爾利希·馮·魏茨澤克

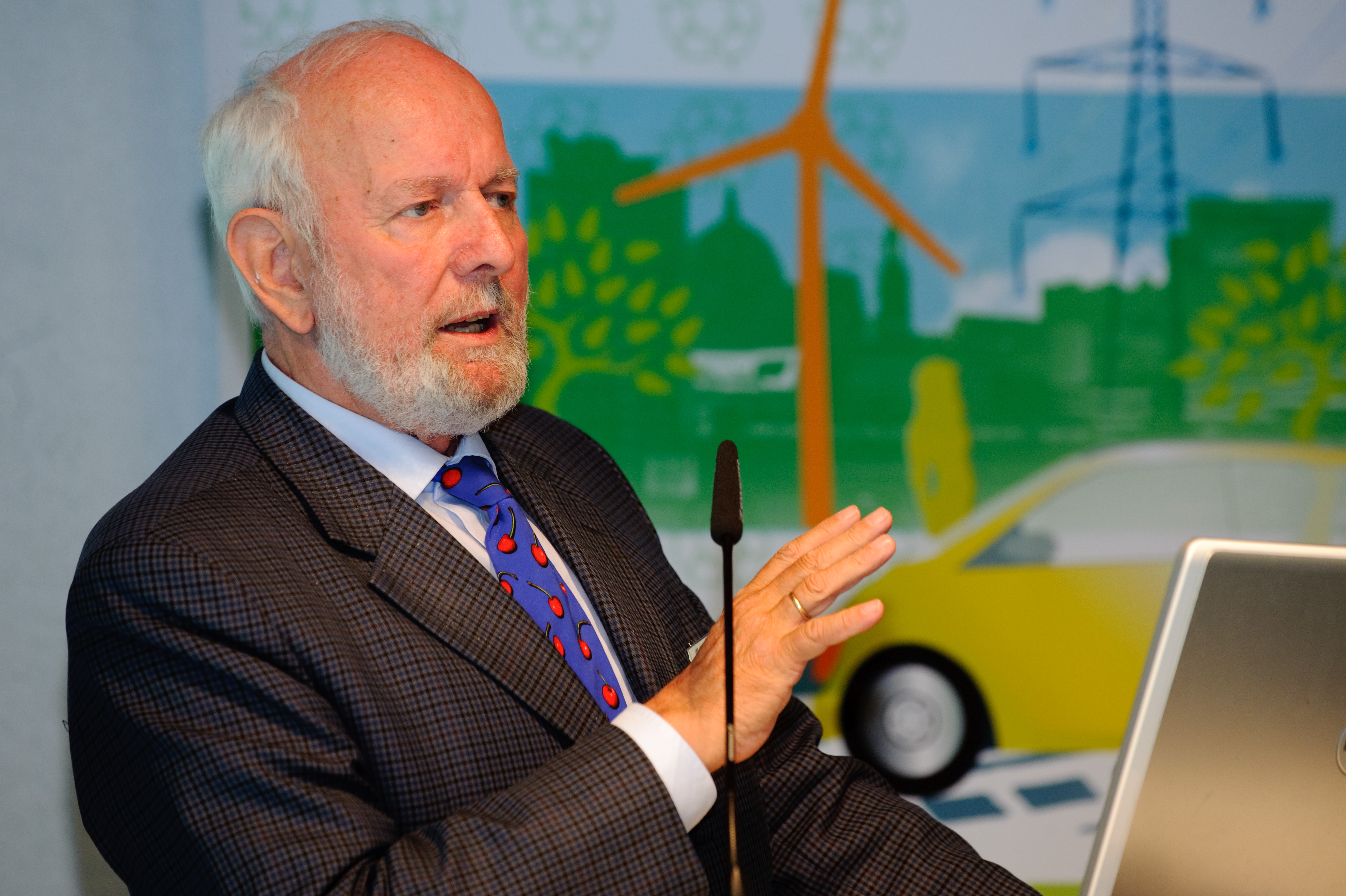
恩斯特·烏爾利希·馮·魏茨澤克 (2010)

恩斯特·烏爾利希·馮·魏茨澤克（Ernst Ulrich von Weizsäcker，1939年6月25日—）生於瑞士苏黎世，德国科学家和政治家。他是物理学家卡尔·冯·魏茨泽克的儿子，前德國聯邦總統里夏德·馮·魏茨澤克的姪子。
著有《四倍跃进》（《Factor Four: Doubling Wealth, Halving Resource Use》1995）和《限制私有化》（Limits to Privatization）。他是伍珀塔尔气候、环境、能源研究所创立者和1991-2000年的所长，2001年成為罗马俱乐部成员。

## 生平
1966年他加入了德国社会民主党。1998年至2005年間曾任德國國會議員。
他于2001年獲得武田奖（Takeda Award）。
在2005年，他被任命为美国加州大学圣塔芭芭拉Donald Bren School学校的环境科学与管理学院的院长
族谱参见魏茨澤克家族